# Marie Louise Amiet
Pour les articles homonymes, voir Amiet.
Marie Louise Amiet, née à Molsheim le 17 avril 1879 et morte à Strasbourg le 26 octobre 1949, est une dessinatrice et une artiste-peintre française.

## Biographie
Marie Louise Amiet est l'élève du dessinateur et graveur Josef Kaspar Sattler.
Membre de la Société des Artistes alsaciens, vers 1912 elle illustre « Le Rhin » de Victor Hugo.

## Œuvres
- Charlemagne, dessin, exposition « Souvenirs d'Alsace » de la famille Amiet présentée au musée de la Chartreuse de Molsheim[3]
- Album Amiet Marie-Louise, Paysages et vues d'architecture (Lac Léman, Neuchâtel, Besançon, Royat, Clermont-Ferrand, Riom, Sienne, San Gimignano), musée du Louvre département des Arts graphiques[Album 1]
- Série d'illustrations pour la Légende de Saint-Julien L'Hospitalier de Gustave Flaubert, musée du Louvre département des Arts graphiques[Saint-Julien 1]
- Femme vêtue à l'orientale s'avançant, les bras ouverts, musée du Louvre département des Arts graphiques[4]
- Paysage avec ville fortifiée dans le fond, musée du Louvre département des Arts graphiques[5]
- Paysage avec ville fortifiée dans le fond, musée du Louvre département des Arts graphiques[6]

## Publications
- La Condamnation de Jeanne d'Arc vue à la lumière des grands événements du Moyen Âge, Nouvelles éditions du siècle, 1934[2],[7]